# Antillicharis antillarum
Antillicharis antillarum är en insektsart som först beskrevs av Henri Saussure 1874.  Antillicharis antillarum ingår i släktet Antillicharis och familjen syrsor. Inga underarter finns listade i Catalogue of Life.